# Kiến Hưng (phường)
Kiến Hưng là một phường thuộc thành phố Hà Nội, Việt Nam.
Trên địa bàn phường Kiến Hưng có làng Đa Sĩ - một làng cổ nổi tiếng ở Hà Nội, được biết đến với nghề rèn truyền thống.

## Lịch sử

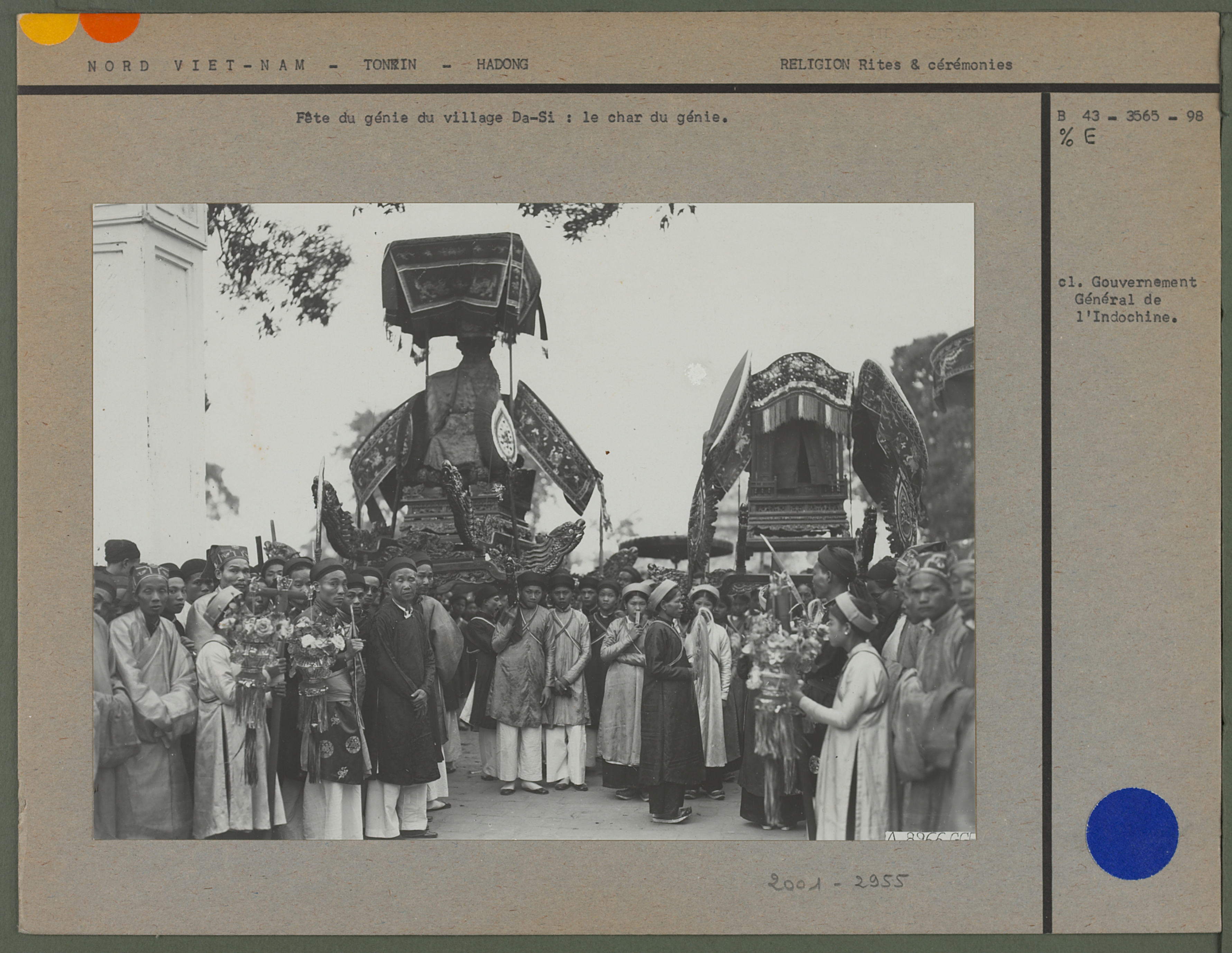
Lễ hội làng Đa Sỹ, những năm 1920

Trước đây, Kiến Hưng là một xã thuộc thị xã Hà Đông.
Xã Kiến Hưng được thành lập vào ngày 15 tháng 6 năm 1949, gồm các thôn Hà Trì, Đa Sỹ, Mậu Lương. Khi mới thành lập, xã thuộc huyện Hà Đông
Tháng 4 năm 1955, tách thôn Hà Trì của xã Kiến Hưng để hợp với thôn Cầu Đơ của xã Văn Khê lập thành xã Hà Cầu thuộc thị xã Hà Đông.
Ngày 17 tháng 5 năm 1961, xã Kiến Hưng được chuyển về huyện Thanh Oai và đến ngày 15 tháng 9 năm 1969 lại được sáp nhập vào thị xã Hà Đông.
Ngày 27 tháng 12 năm 2006, xã Kiến Hưng thuộc thành phố Hà Đông mới thành lập.
Ngày 8 tháng 5 năm 2009, Chính phủ ban hành Nghị quyết 19/NQ-CP. Theo đó, thành lập quận Hà Đông trên cơ sở toàn bộ diện tích, dân số của quận Hà Đông và thành lập phường Kiến Hưng thuộc quận Hà Đông trên cơ sở toàn bộ diện tích, dân số của xã Kiến Hưng.
Sau khi thành lập, phường Kiến Hưng có 424,15 ha diện tích tự nhiên, dân số là 11.390 người.
Ngày 16 tháng 6 năm 2025, Quốc hội Việt Nam quyết định sắp xếp một phần diện tích tự nhiên, quy mô dân số của phường Kiến Hưng, phường Phú Lương, phường Quang Trung, phường Phú La, phường Hà Cầu (quận Hà Đông) để lập phường Kiến Hưng mới.

## Địa lý
Phường Kiến Hưng có địa giới hành chính:
- Phía Đông tiếp giáp phường Thanh Liệt, xã Đại Thanh (ranh giới đi theo giao thông quy hoạch và ranh giới cấp xã cũ)
- Phía Tây tiếp giáp phường Dương Nội (ranh giới đi theo đường Quang Trung)
- Phía Nam tiếp giáp phường Phú Lương (ranh giới đi theo đường sắt Hà Đông)
- Phía Bắc tiếp giáp phường Hà Đông (ranh giới đi theo đường Quang Trung - đường Hoàng Đôn Hòa - phố Hà Trì - đường Đa Sỹ - đường giao thông quy hoạch - ranh giới cấp xã cũ)

## Hành chính
Trụ sở Đảng ủy phường Kiến Hưng đặt tại số 51, tổ dân phố 8; trụ sở UBND đặt tại lô C3, Khu đô thị Văn Phú.

## Kinh tế
Phường Kiến Hưng tập trung chuyển đổi cơ cấu kinh tế, mở rộng các hoạt động kinh doanh, dịch vụ, thương mại, làng nghề. Thương mại, dịch vụ, làng nghề tiếp tục giữ vai trò chủ đạo trong cơ cấu kinh tế địa phương, với mức độ phát triển cao và ngày càng chuyên nghiệp hóa.
Các loại hình dịch vụ như dịch vụ logistics, thương mại điện tử, dịch vụ chăm sóc cá nhân và giáo dục ngoài công lập phát triển mạnh. Ngoài ra, hoạt động thương mại - dịch vụ truyền thống tại các chợ dân sinh, khu phố kinh doanh lâu đời vẫn được duy trì, góp phần tạo việc làm cho lao động địa phương.
Tại các khu dân cư truyền thống, một số ngành nghề thủ công như cơ khí nhỏ, sửa chữa điện dân dụng, sản xuất đồ gỗ, may mặc, và thực phẩm chế biến vẫn được duy trì, kết hợp cùng mô hình hộ gia đình kinh doanh tại nhà.

## Giao thông
Trên địa bàn phường có quốc lộ 70A, tuyến đường sắt Văn Điển - Hà Đông - Đông Anh; dự án đường trục phía nam Hà Nội và có sông Nhuệ chảy qua. Phường tiếp giáp các tuyến đường như Quang Trung, Phùng Hưng - Xa La - quốc lộ 70A, trở thành trục thương mại quan trọng với mật độ kinh doanh cao, đóng góp đáng kể cho thu ngân sách địa phương.

## Xã hội

### Y tế
Bệnh viện Công an Thành phố Hà Nội tọa lạc tại phường.

### Giáo dục
Các trường học tại phường có Tiểu học–THCS Kiến Hưng, Tiểu học–THCS Mậu Lương, Tiểu học–THCS Phú La, THCS–THPT Ban Mai, THCS–THPT Marie Curie Văn Phú.

## Văn hóa
Các di tích đã được xếp hạng cấp quốc gia bao gồm Chùa Lâm Dương Quán Đa Sỹ (xếp hạng năm 1988), Miếu Đa Sỹ (1988), Chùa–Miếu Mậu Lương (1988), Mộ, Nhà thờ Hoàng Trịnh Thanh và Từ chỉ họ Hoàng (2015), Đình Văn La (1988), Đình–Chùa Văn Phú (1988), Đình Cầu Đơ (1985), Đình–Miếu–Chùa Hà Trì (1993).
Phường Kiến Hưng hiện có bốn cụm di tích được xếp hạng di tích lịch sử bao gồm chùa, miếu Đa Sỹ, chùa - miếu Mậu Lương, nhà thờ họ Hoàng, nhà thờ họ Trịnh.